# Bochica Compartir
Bochica Compartir o Compartir Bochica es un barrio de la UPZ 72 perteneciente la localidad de Engativá al noroccidente de Bogotá y al occidente de su Localidad.

## Historia
Construido como una agrupación de conjuntos de vivienda de interés social por parte de la Fundación Compartir en 1999.
También se construyó el Colegio Compartir Bochica, el cual inició en 1999 y fue clausurado en diciembre de 2011.

## Geografía
El barrio se divide en 5 conjuntos y cuenta con un parque vecinal.

## Barrios vecinos
Al Norte
- Húmedal Jaboque

Al Sur
- Bochica

Al Occidente
- Bolivia

Al Oriente
- Ciudad Bachue

## Aspectos socioeconómicos
Es un barrio de estrato 3. Las problemáticas ambientales se presentan por su cercanía al Humedal Tibabuyes y el futuro trazado de la ALO Avenida Longitudinal de Occidente y las implicaciones que esta pueda tener en el sector. Cuenta con un parque vecinal.